# Elisabeth Nikiema
Elisabeth Nikiema (sinh ngày 18 tháng 2 năm 1982) là một vận động viên bơi lội Burkina Faso, chuyên về các nội dung tự do nước rút. Cô đã thi đấu cho đất nước của mình tại Thế vận hội mùa hè 2008 ở Bắc Kinh, Trung Quốc.

## Sự nghiệp bơi lội
Nikiema đã chiến thắng tại giải vô địch bơi lội quốc gia Burkina Faso vào tháng 7 năm 2008, đánh bại Fabienne Ouattara.
Cô được FINA mời tham gia thi đấu với tư cách là một nữ vận động viên bơi lội đơn độc cho Burkina Faso ở môn tự do 50 m tại Thế vận hội Mùa hè 2008 ở Bắc Kinh, Trung Quốc. Nikiema thi đấu ở sức nóng thứ hai của cuộc thi, kết thúc ở vị trí thứ sáu. Thời gian 34,98 giây của cô đã lập kỷ lục quốc gia mới, với lời hứa sẽ đánh bại kỷ lục của chính mình trước khi cuộc đua diễn ra. Cô đã hoàn thành trước Elsie Uwamahoro của Burundi (36,86 giây) và Niger 's Mariama Souley Bana (40,83 giây). Lượt bơi kết thúc với thắng lợi của Zakia Nassar từ Palestine, với thời gian 31,97 giây.